# Bokuseki
Bokuseki (jap. 墨跡) – japoński termin oznaczający „ślad tuszu”, odnosi się do formy kaligrafii japońskiej, praktykowanej przez mnichów zen.

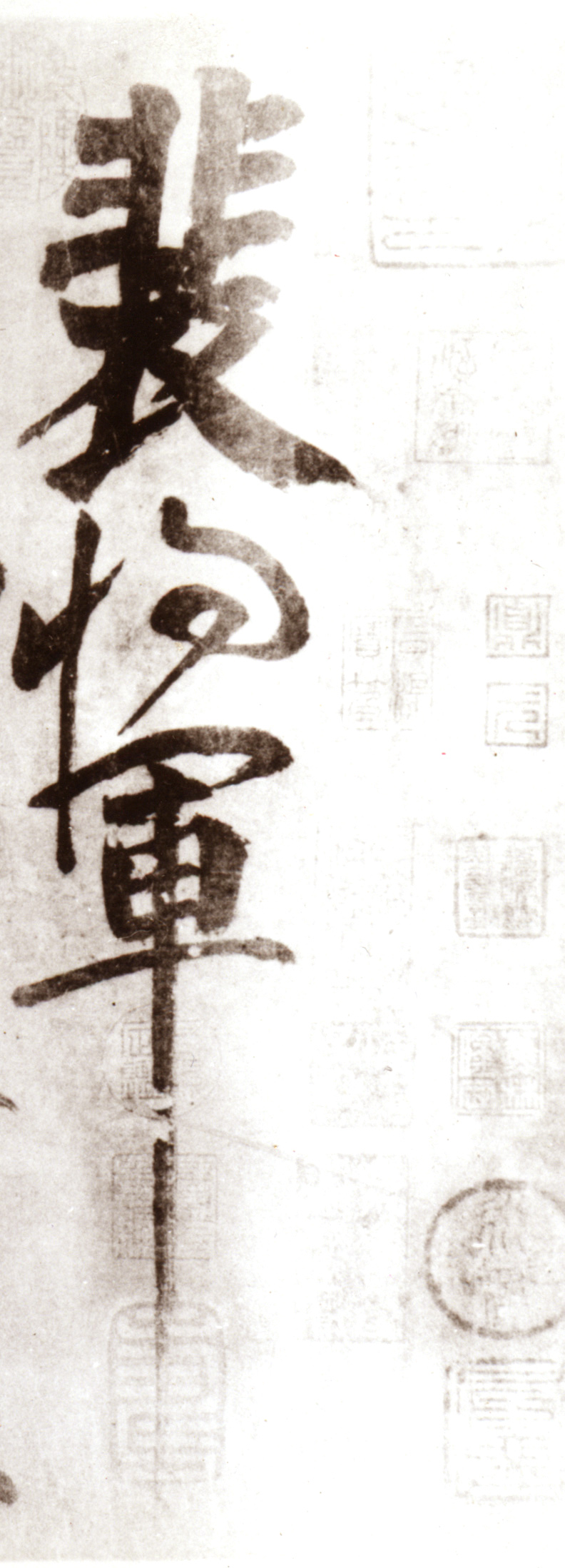
bokuseki

Bokuseki często charakteryzują grube, stanowcze, a często abstrakcyjne pociągnięcia pędzlem, które odzwierciedlać mają czysty stan umysłu kaligrafa (zob. samadhi).
Celem bokuseki jest zaprezentowanie jednoupunktowionej przytomności artysty poprzez malowanie każdego słowa lub ustępu w trakcie pojedynczego oddechu, ostatecznie urzeczywistniając zen oraz manifestując własną praktykę zazen w formie fizycznego i artystycznego działania. Zasadniczo, bokuseki jest odzwierciedleniem spontanicznego aktu (zob. Natura Buddy; katsu) wolnego od powierzchownego, czy też racjonalnie ukierunkowanego umysłu.